# محور خطوط جوية

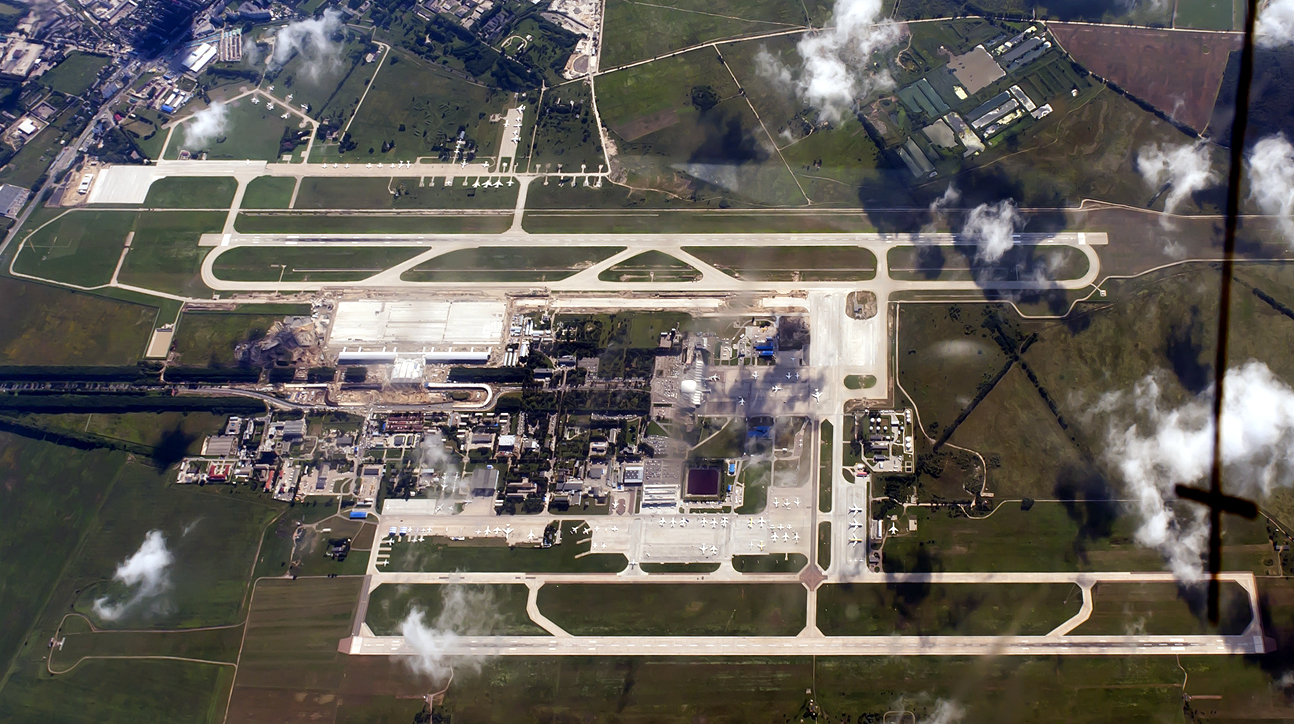

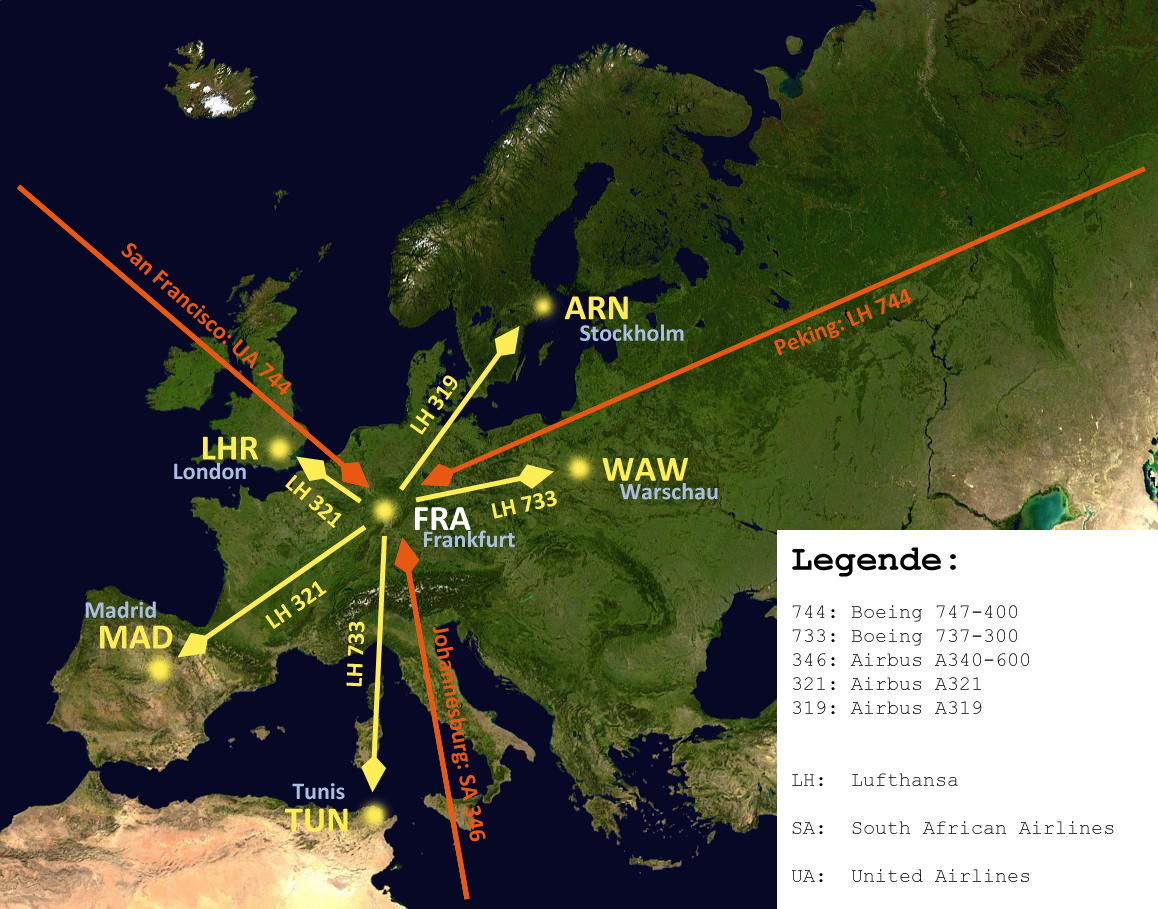
يمكن للمسافرين على متن خطوط طيران لوفتهانزا وشركائها في تحالف ستار الاتصال عبر مطار فرانكفورت، مركز لوفتهانزا الرئيسي

محور خطوط جوية (Airline hubs) أو مطار محوري (hub airports)أو محور طيران، هو مطار يُستخدم من جانب شركة أو عدة شركات طيران للتركيز على حركة الركاب وعمليات الطيران في مطار معين. وهي بمثابة مناطق تحويل أو توقف لنقل الركاب إلى وجهتهم النهائية.   حيث تقوم شركة الطيران بتشغيل رحلات جوية من مطار إلى مطار آخر من خلال التوقف والمرور عبر مطار مركزي يربط بين المدن التي يسافر إليها الركاب. ويسمح لشركات الطيران بخدمة أوسع لمدن لا يمكن العمل بها في حالة عدم التوقف. ويتناقض هذا النظام مع نموذج السفر المباشر حيث لا توجد مراكز أو محاور يتوقف عبرها الركاب.

## إدارة العمليات

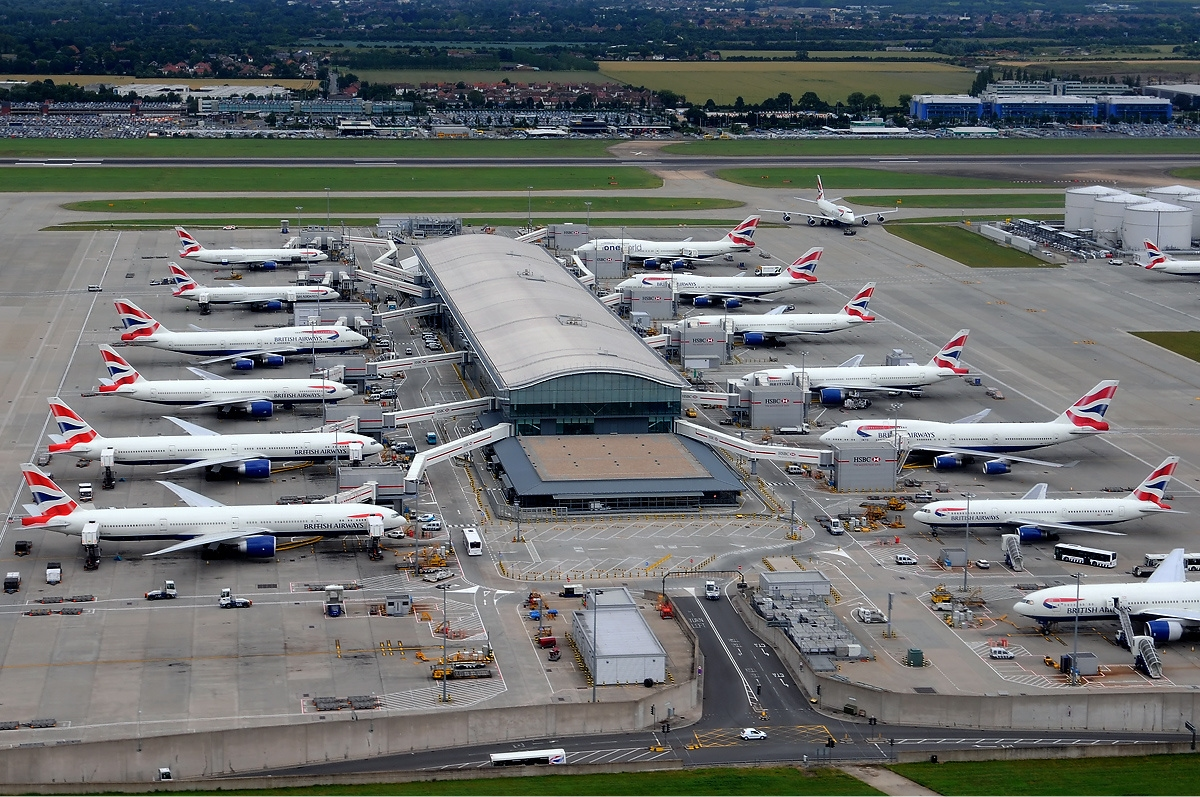
المركز الرئيسي للخطوط الجوية البريطانية هو مطار هيثرو في لندن

تستطيع شركة الطيران باستخدام النظام المركزي لشغل مسارات جوية أقل وبالتالي تشغيل عدد أقل من الطائرات. كما يزيد النظام أعداد الركاب لأنه يجمع بين المسافرين المتجهين إلى مطار معين من أماكن مختلفة، والعكس أيضًا المسافرين القادمين من مطار واحد إلى اماكن مختلفة. ومع ذلك فإنه نظام مكلف فهناك حاجة إلى موظفين ومرافق إضافية لتلبية احتياجات توصيل الركاب وايضا تتطلب شركة الطيران العديد من أنواع الطائرات ذو الأحجام المختلفة لتلبية متطلبات سوق وجهات السفر بالإضافة إلى التدريب والمعدات الضرورية. وقد تواجه شركات الطيران قيودًا على السعة للمطار المركزي في توسع ونمو الشركة.
يتيح النظام المركزي الخدمة الجوية ذو الوقفة الواحدة للمسافرين إمن الوجهات المختلفة. يتطلب السفر بهذا النظام إجراء روابط منتظمة للوصول إلى الوجه المراد السفر إليها وذلك يزيد من وقت السفر. يمكن لشركات الطيران أن تحتكر محاور أو مراكز السفر مما يسمح لها بزيادة الأسعار أو التحكم فيها حيث لا يوجد بديل للركاب.

### مجموعات الطيران
يمكن لشركات الطيران تشغيل الرحلات في شكل مجموعات عبر مراكزها، حيث تصل وتغادر العديد من رحلات الطيران خلال فترات زمنية قصيرة. قد تعرف المجموعات باسم «ذروة النشاط» في المراكز الرئيسية وهي عكس «غور النشاط». تتيح مجموعات الطيران أوقات اتصال قصيرة للركاب. ومع ذلك يجب على شركة الطيران تجميع العديد من الموارد لمواجهة تدفق الرحلات الجوية خلال مجموعات الطيران ويمكن أن يؤدي وجود العديد من الطائرات على الأرض في نفس الوقت إلى الإزدحام والتأخير. بالإضافة إلى ذلك يمكن أن يؤدي نظام المجموعات إلى استخدام غير فعال للطائرات حيث تنتظر الطائرات مدة قصيرة للعودة مرة أخرى إلى المطار المركزي.
بدلاً من ذلك، قامت بعض شركات الطيران بترتيب مطاراتها المركزية، حيث قدمت «مركزًا متدحرجًا» تنتشر فيه رحلات الوصول والمغادرة على مدار اليوم. تُعرف هذه الظاهرة أيضًا باسم «الإفساد». بينما قد تنخفض التكاليف، قد تكون أوقات الانتظار أطول في المركز المتدحرج. كانت الخطوط الجوية الأمريكية أول من خفف محاورها كمحاولة لتحسين الربحية بعد هجمات 11 سبتمبر. وقد أعادت تصنيف مراكزها في عام 2015 ومع ذلك رجحت بأن مكاسب نقل الركاب ستفوق ارتفاع التكاليف.
على سبيل المثال، أحتوي مركز الخطوط الجوية القطرية في مطار الدوحة على 471 حركة يومية إلى 130 وجهة في مارس 2020 بمتوسط 262 مقعدًا لكل رحلة؛ على ثلاث موجات رئيسية:
1. من الساعة 05:00 إلى الساعة 09:00 (132 حركة طيران).
2. من الساعة 16:00 إلى الساعة 21:00 (128 حركة طيران)
3. من الساعة 23:00 إلى الساعة 03:00 (132 حركة طيران) مما ادي الي نقل حوالي 30 مليون راكب في عام 2019.[10]

## التاريخ

### الولايات المتحدة الأمريكية
قبل تحرير صناعة الطيران الأمريكية في عام 1978، كانت معظم شركات الطيران تعمل بموجب نظام من نقطة إلى نقطة (مع استثناء خطوط بان أمريكان العالمية). أملى مجلس الطيران المدني المسارات التي يمكن لشركة الطيران أن تسلكها. وفي الوقت نفسه بدأت بعض شركات الطيران تطبيق نظام المطارات المحورية. كانت خطوط دلتا الجوية أول من قام بتنفيذ هذا النظام حيث توفرت الخدمة للمدن البعيدة من مركزها في أتلانتا. بعد تحرير القيود استطاعت العديد من شركات الطيران سريعاً أن تنشئ شبكات جوية للنقل عبر المحوار.

### الشرق الأوسط

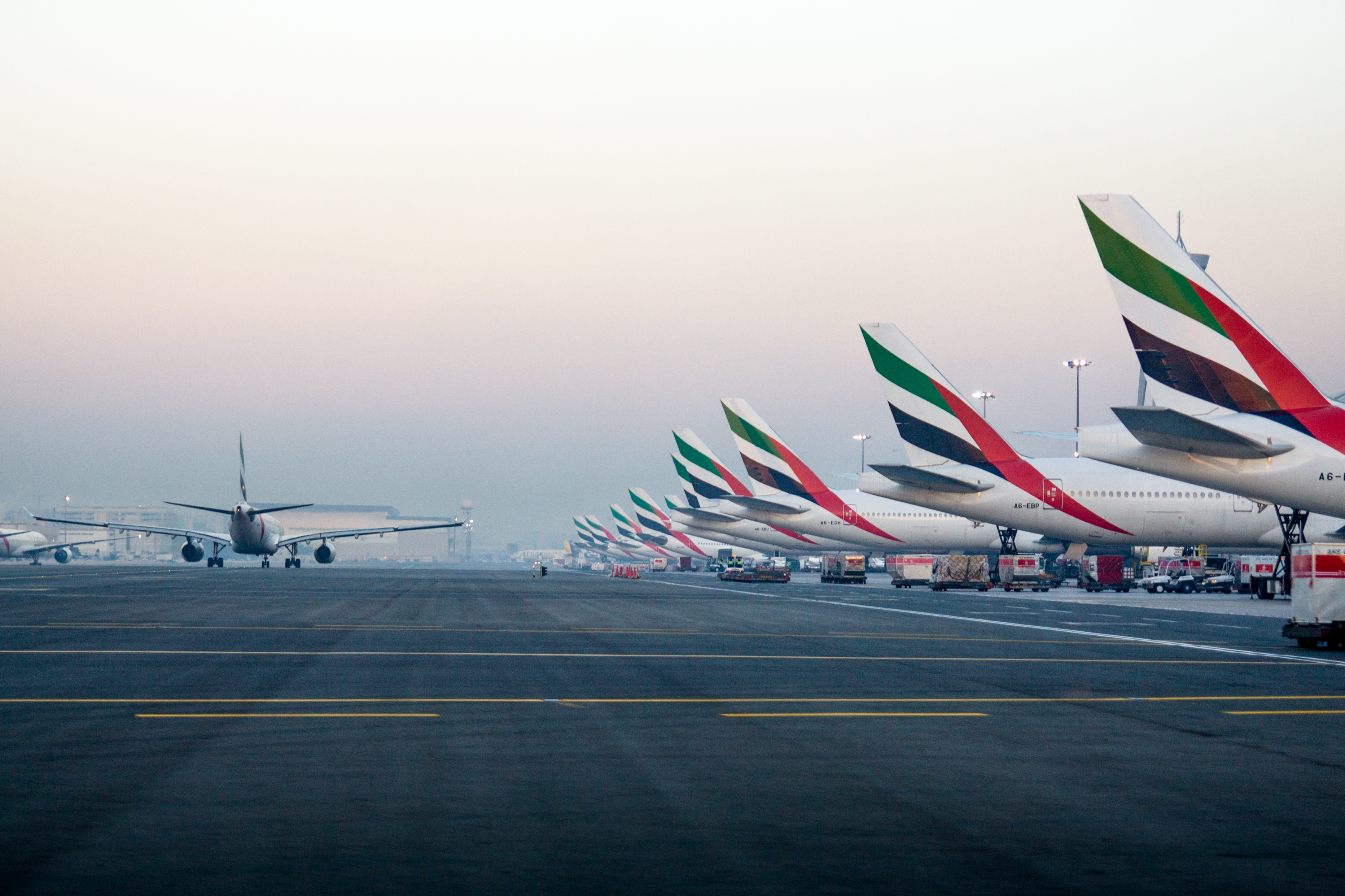
طائرة طيران الإمارات في مطار دبي الدولي

في عام 1974 استحوذت حكومات البحرين وعمان وقطر والإمارات العربية المتحدة على طيران الخليج من شركة الخطوط الجوية البريطانية لما وراء البحار (BOAC). أصبحت طيران الخليج الناقل الرسمي لدول الخليج الأربع. وربطت عمان وقطر والإمارات العربية المتحدة بمركزها في البحرين وقدمت منها رحلات إلى جميع أنحاء أوروبا وآسيا. أما في الإمارات العربية المتحدة، ركزت طيران الخليج على أبوظبي بدلاً من دبي وكانت تطلعات رئيس الوزراء الإماراتي محمد بن راشد آل مكتوم لتحويل الأخيرة إلى مدينة عالمية لذلك شرع الشيخ محمد لإنشاء شركة طيران الإمارات الجديدة في دبي ومن ثم بدأت عملياتها في عام 1985.
ثم قررت قطر وعمان إنشاء خطوط طيران خاصة بهما أيضًا. تأسست الخطوط الجوية القطرية والطيران العماني في عام 1993 مع وجود محاور لهما في الدوحة ومسقط على التوالي. ومع نمو شركات الطيران الجديدة أصبحت دولها الأم أقل اعتماداً على طيران الخليج لتوفير الخدمات الجوية وسحبت قطر حصتها في طيران الخليج عام 2002. ثم في عام 2003 أنشأت الإمارات العربية المتحدة شركة طيران وطنية أخرى باسم الاتحاد للطيران ومقرها في أبو ظبي وخرجت الدولة من طيران الخليج عام 2006 ثم تبعتها عمان عام 2007.
ومنذ ذلك الحين قامت طيران الإمارات والخطوط الجوية القطرية والاتحاد للطيران بإنشاء محاور كبيرة لهم في مطاراتهم المحلية. وأصبحت الرحلات نقاط توقف بين أوروبا وآسيا. وأثر هذا النمو السريع على تطوير المحاور المعروفة في لندن وباريس و نيويورك.

## أنواع المراكز المحورية

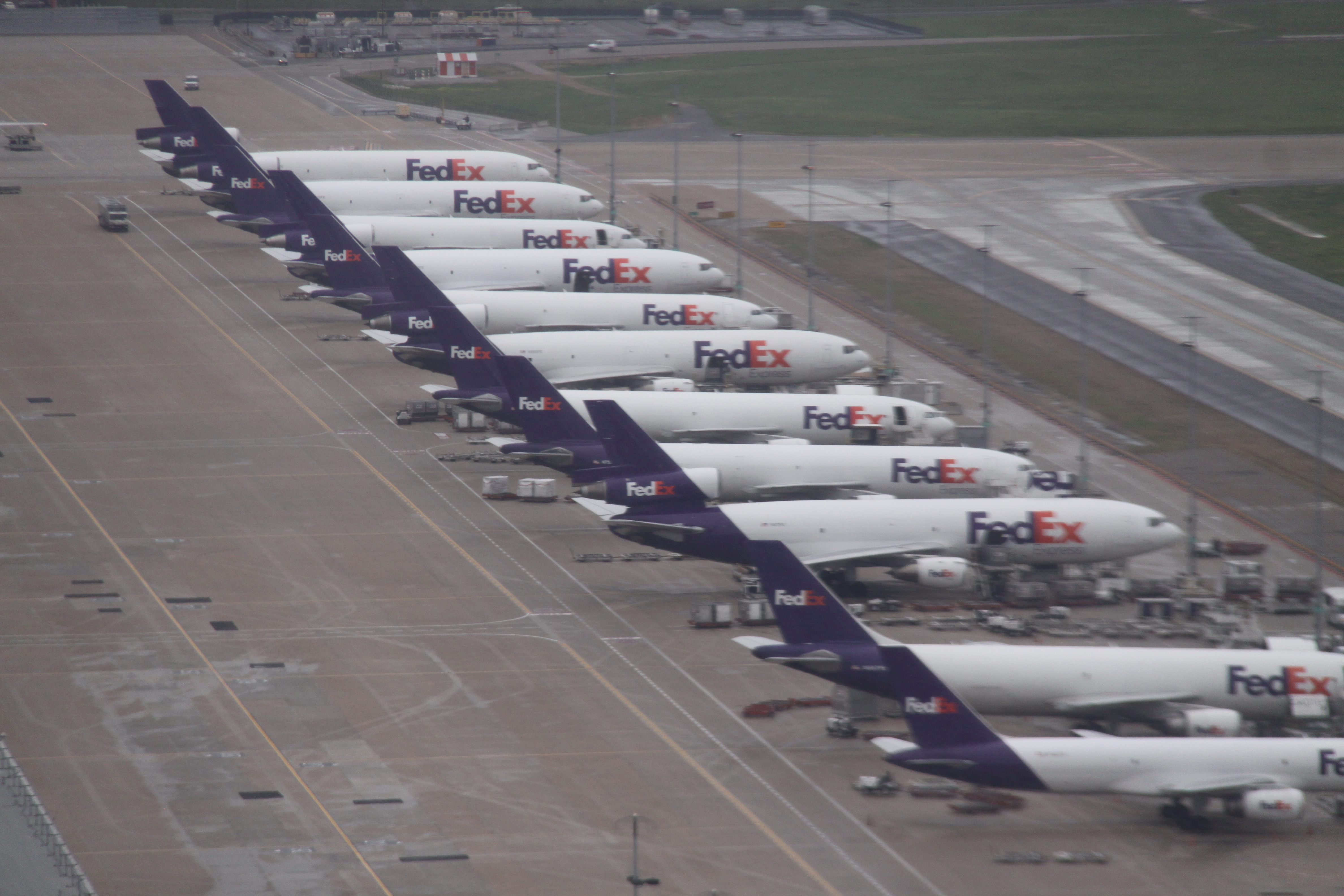
طائرات فيديكس إكسبرس في مطار ممفيس الدولي

### مركز الشحن الجوي
تستخدم بعض شركات شحن البضائع نظام المركز المحوري. مثلما أنشأت فيديكس إكسبرس مركزها الرئيسي في ممفيس عام 1973 قبل رفع القيود عن قطاع الشحن الجوي في الولايات المتحدة. ثم أُنشأ نظام شحن فعال لشركة الطيران. شركات الطيران الأخرى التي تستخدم هذا النظام تشمل خطوط يو بي إس الجوية وخطوط تي أن تي الجوية وكارغولوكس ودي إتش إل للطيران، ويدير محاورها الرئيسية في لويزفيل ولييج ولوكسمبورغ وليبزيج على التوالي.
المدينة المركزية

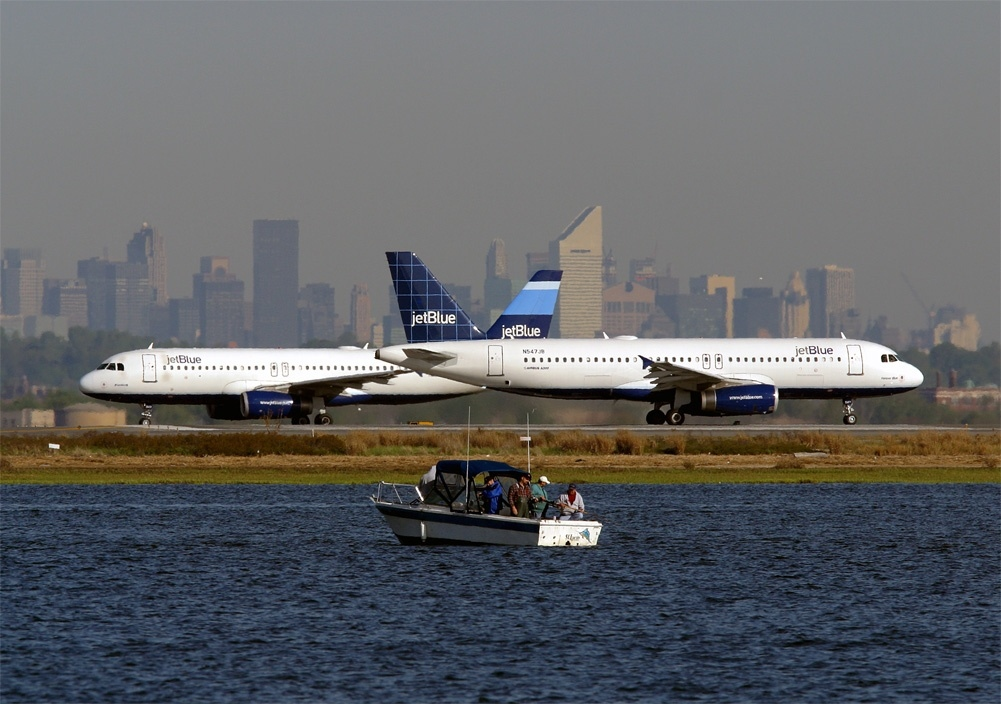
المدن التي تركز عليها خطوط جيت بلو الجوية هي بوسطن ، وفورت لودرديل، ولونغ بيتش، ونيويورك- JFK ، وأورلاندو وسان خوان

في مجال شركات الطيران تعتبر المدينة المركزية وجهة يتم من خلالها تشغيل خطوط طيران محدودة من نقطة إلى نقطة وبالتالي فالمدينة المركزية تقدم خدماتها في المقام الأول إلى السوق المحلية بدلاً من ربط الركاب.
وبالرغم من الاستخدام الموسع للمصطلح، قد تعمل مدينة التركيز أيضًا كمحور علي نطاق صغير أو مُجمل. تعد أليجانت للطيران وخطوط جيت بلو الجوية وخطوط ساوث ويست الجوية أمثلة على شركات الطيران التي تتخذ من الولايات المتحدة مقراً لها وتتاخذ بعض المدن التي تركز عليها كمحور رئيسي لها.
على الرغم من استخدام مصطلح المدينة المركزية للإشارة بشكل رئيسي إلى مطار تشغله شركة طيران لمسارات محدودة من نقطة إلى نقطة إلا أن استخدامها توسّع بشكل فضفاض في المراكز ذات الحجم الصغير أيضًا. على سبيل المثال تعد نيويورك المدينة المركزية لشركة جيت بلو في مطار جون إف كينيدي الدولي.
قد تعمل المدينة المركزية أيضًا كمحورعلى نطاق صغير أو كفرصة لزيادة إيرادات شركات الطيران «بناءً على بيئة اقتصادية قوية» 

### القلعة المركزية
توجد القلعة المركزية عندما تسيطر شركة طيران على أغلبية السوق في أحد محاورها. المنافسة صعبة بشكل خاص وسط القلاع المركزية. ومن أهم القلاع المركزية
1. قلاع خطوط دلتا الجوية في مطار هارتسفيلد جاكسون ومطار سولت ليك سيتي الدولي و مطار ديترويت ومطار منيابولس-سنت بول الدولي
2. قلاع الخطوط الجوية الأمريكية في مطار تشارلوت دوغلاس الدولي ومطار دالاس فورت ورث الدولي وواشنطن مطار رونالد ريغان الوطني ومطار فيلادلفيا الدولي
3. قلاع الخطوط الجوية المتحدة يونايتد في مطار دنفر الدولي ومطار سان فرانسيسكو الدولي ومطار جورج بوش الدولي بهيوستن ومطار نيوآرك ليبرتي الدولي ومطار واشنطن دولس الدولي.[21]

تمتعت الناقلات الوطنية تاريخياً بهيمنة مماثلة في المطار الدولي الرئيسي لبلدانهم ولا يزال البعض يفعل ذلك. تشمل الأمثلة لوفتهانزا في فرانكفورت، طيران كندا في تورنتو-بيرسون، كيه إل إم في أمستردام، كاثي باسيفيك في هونغ كونغ، الخطوط الجوية البريطانية في لندن- هيثرو، طيران الصين في بكين- كابيتال، أيبيريا في مدريد، خطوط جنوب أفريقيا في جوهانسبرغ، كانتاس في سيدني كينغسفورد سميث وأير فرانس في باريس شارل ديغول.

### المحاور الأساسية والثانوية
يعد المحور الأساسي هو المحور الرئيسي لشركة الطيران ومع ذلك عندما توسع شركة الطيران عملياتها في مركزها الأساسي إلى درجة أنها تواجه قيودًا على السعة فقد تفتح محاور ثانوية لها. ومن الأمثلة هذه المحاور مركز الخطوط الجوية البريطانية في لندن – جاتويك، ومركز طيران الهند في مومباي ومحور لوفتهانزا في ميونيخ. يمكن لشركات الطيران توسيع نطاقها الجغرافي من خلال تشغيل محاور متعددة،  ويمكنهم أيضًا تقديم خدمة أفضل في بعض الأسواق مما يوفر المزيد من مسارات الرحلات مع الربط بين محاور مختلفة.

### مراكز الدعم
قد يتم استنفاد سعة مركز معين أو يحدث نقص في القدرات خلال فترات الذروة من اليوم وبهذا قد تضطر شركات الطيران إلى تحويل حركة المرور إلى مركز للدعم. تقدم محاور الدعم العديد من الخدمات لشركة الطيران مثل تجاوز المحاور المزدحمة أو استيعاب الطلب الزائد على الرحلات الجوية التي لا يمكن تحديد موعدها أو إعادة جدولة الرحلات.
أحد أشهر الأمثلة على هذا النموذج هو استخدام شركة خطوط دلتا الجوية لمطار لاغوارديا كمحور محلي في مدينة نيويورك نظرًا للقيود المفروضة على السعة وفرصها في نيويورك بمطار جون إف كينيدي الدولي حيث تعمل معظم الرحلات الجوية المحلية من لاغوارديا بينما تبقى الرحلات الدولية في مطار كينيدي.

### محاور ومراكز متداخلة
يحدث المحور المتداخل عندما تقوم شركة الطيران بتشغيل رحلات متعددة تصل في نفس الوقت إلى مطار محدد ويتبادلون الركاب ثم يواصلون إلى وجهتهم النهائية. تدير طيران الهند مركز مماثل في مطار هيثرو في لندن حيث يمكن للمسافرين من دلهي وأحمد آباد ومومباي مواصلة الرحلة إلى نيوارك. يمكن استخدام المحور المتداخل دولياً تطبيقاً لحق الملاحة الجوية من فئة الرحلات الثالثة والرابعة ويمكن استخدامه للفئة الخامسة ايضاً من خلال معاهدة ثنائية الدولتين.
تستخدم وست جيت مطار مدينة سانت جونز كمحور متداخل خلال جدولها الصيفي للرحلات المتجهة من أوتاوا وتورنتو وأورلاندو والمتجهة إلى دبلن ولندن-جاتويك. وفي مطار لوس أنجلوس الدولي، كانتاس تنقل ركاب من ملبورن أو بريسبان أو سيدني على متن رحلة إلى نيويورك - مطار جون إف كينيدي الدولي والعكس.

### مراكز للاستخدام الليلي
يحافظ على العمليات اليومية لشركات الطيران في المحاور. وأبرزها هو استخدام خطوط غرب أمريكا الجوية في مطار ماكاران الدولي في لاس فيغاس كمحور ليلي لرحلات الطيران الليلية لرفع كفاءة معدلات استخدام الطائرات إلى حد يتجاوز معدلات شركات الطيران المنافسة.